# Palais de la Rinascente
 (juin 2023).
Le palais de la Rinascente (en italien : palazzo della Rinascente) est un bâtiment commercial de la ville de Milan en Italie.

## Histoire
Conçu par les architectes Ferdinando Reggiori et Aldo Molteni, le bâtiment est construit en 1950 pour abriter les grands magasins La Rinascente.

## Description
Le palais se situe dans la corso Vittorio Emanuele II (it) dans le centre-ville de Milan.
Le palais présente un style éclectique. Il se caractérise par des façades de marbre et des grandes fenêtres dont le style reprend celui de la tradition lombarde.